# Rhipidura rennelliana
El abanico de la Rennell (Rhipidura rennelliana) es una especie de ave paseriforme de la familia Rhipiduridae endémica de la isla de Rennell.

## Distribución y hábitat
Se encuentra únicamente de la isla de Rennell, de las Islas Salomón. Sus hábitat natural son los bosques húmedos tropicales isleños.